# Аудун Гронвольд
Аудун Гронвольд (норв. Audun Grønvold; 28 лютого 1976 — 15 липня 2025) — норвезький гірськолижник та фристайліст, спеціаліст із скікросу, призер Олімпійських ігор.
Гронвольд виступав на змаганнях з гірськолижного спорту з 1993 року. У 2004 року він переспеціалізувався на скікрос.
Найбільшим успіхом Аудуна Гронвольда за спортивну кар'єру стала бронзова медаль у змаганнях із скікросу на Олімпіаді у Ванкувері.